# Douglas Stuart (författare)
Douglas Stuart, född 31 maj 1976 i Glasgow i Skottland, är en skotsk-amerikansk författare och modedesigner. Hans debutroman Shuggie Bain blev belönad med Bookerpriset år 2020.

## Biografi
Stuart föddes i bostadsområdet Sighthill i Glasgow och är yngst av tre syskon. Hans far lämnade familjen och han växte upp med sin mor som var alkoholist och drogmissbrukare. Hon dog av sin alkoholism när han var 16 är. Hans debutroman, Shuggie Bain, utgår från familjens livssituation. Boken vann Bookerpriset, Efter sin mors död bodde han ett år med sin äldre bror innan han flyttade till ett pensionat när han var 17 år gammal.
Stuart växte upp i ett hem utan böcker och omgiven av fattigdom. Detta var den tid då Margaret Thatchers ekonomiska politik hade flyttat industrin från Skottlands västkust och lämnat efter sig massarbetslöshet och missbruk.
Stuart avlade kandidatexamen vid Scottish College of Textiles och magisterexamen vid Royal College of Art i London.
Han flyttade till New York vid 24 års ålder för att börja en karriär inom modedesign. Stuart arbetade för många märken, inklusive Calvin Klein, Ralph Lauren, Banana Republic och Jack Spade i mer än 20 år. Stuart balanserade sitt skrivande med sitt design. Han började skriva sin första roman när han hade tolvtimmarsskift som senior designchef på Banana Republic.
Stuart skriver om arbetarklassens erfarenheter. Innan hans första roman utkom, presenterade han sig i The New Yorker och på LitHub. Hans första roman, Shuggie Bain, tilldelades Bookerpriset 2020 av en jury bestående av bland andra Lee Child. Stuart är den andra skotska författaren som vunnit Booker-priset i dess 51-åriga historia, efter att det 1994 tilldelades James Kelman för How Late It Was, How Late, den bok Stuart anser har ändrat hans liv, eftersom det var "en av de första gånger han sett sitt folk och dialekt från sidan".
Shuggie Bain var också på långlistan för Andrew Carnegie-medaljen 2021 för litterära kvaliteter och på kortlistan för Center for Fiction First Novel Prize 2020, på listan till Center for Fiction First Novel Prize 2020 och var finalist för både Kirkuspriset 2020 och National Book Award for Fiction 2020. Men när Stuart skrev romanen var bokförlagen inte lika uppmuntrande, utan boken refuserades av 32 amerikanska förlag (liksom av ett dussin i Storbritannien), innan den slutligen såldes till den amerikanska oberoende utgivaren Grove Atlantic, som publicerade den inbunden den 11 februari 2020. Shuggie Bain publicerades senare i Storbritannien av Picador-Pan Macmillan.
Romanen fick positiva recensioner, bland annat i The Observer, The New York Times, The Scotsman, The Times Literary Supplement, The Hindu och på andra håll. Boken hyllades för sin autentiska skildring av postindustriell arbetarklass i Glasgow på 1980-talet och början av 1990-talet och även för att han fångat den "galna, outtröttliga Glaswegian-rösten i alla dess olika nyanser av vett, ilska och hopp." Ordföranden i Booker Prize-juryn menade att boken var en kommande klassiker. I november 2020 avslöjade Stuart att han hade avslutat sin andra roman, Loch Awe, som också utspelar sig i mitten av 1990-talet i Glasgow.  Boken är en kärlekshistoria mellan två unga män i det postindustriella Glasgow med dess territoriella gäng och uppdelningar över sekteriska gränser. Med hans egna ord handlar boken om "giftig maskulinitet".
Stuart har dubbelt brittiskt och amerikanskt medborgarskap. Han bor i East Village på Manhattan tillsammans med sin man, Michael Cary, som är konstkurator på Gagosian Gallery.

### Romaner
- Shuggie Bain: A Novel. New York: Grove Press. 2020. ISBN 978-0-8021-4804-9. Storbritannien, Picador.
- Young Mungo: A Novel. New York: Grove Press. 2022. ISBN 978-0-8021-5955-7. Storbritannien, Picador.